# Wojtówce
Wojtówce – wieś w Polsce położona w województwie podlaskim, w powiecie monieckim, w gminie Knyszyn.
W latach 1975–1998 miejscowość administracyjnie należała do województwa białostockiego.
Wierni kościoła rzymskokatolickiego należą do parafii św. Anny w Kalinówce Kościelnej.